# ウンベルト・ジョルダーノ
ウンベルト・ジョルダーノ（Umberto Giordano, 1867年8月28日 フォッジャ - 1948年11月12日 ミラノ）はイタリアのオペラ作曲家。

## 経歴
南イタリアの町フォッジャ生まれ。父は薬剤師で、家族の反対を押し切って音楽の道を志す。故郷で音楽の基礎教育を受けた後、13歳でナポリ音楽院に学ぶ。在学中実家の経済状態が悪化し、一時退学して地元のオペラ劇場でアルバイトをしながら糊口をしのぐが、学校関係者の尽力で復学が叶い、1890年まで同音楽院にて作曲を学ぶ。この学生時代からの友人にフランチェスコ・チレア（ジョルダーノと同じ南イタリア出身）がいる。
1890年、最初のオペラ《マリーナ Marina》を学内の選抜試験のために作曲。同作を地元出版社ソンゾーニョ社主催の「一幕オペラコンテスト」に応募するも落選（ちなみに第一位はマスカーニの《カヴァレリア・ルスティカーナ Cavalleria Rusticana》）。しかし彼の音楽に可能性を見出したソンゾーニョ社の後援を受けて第2作目《堕落した生活 Mala Vita》の上演に漕ぎつけた。これは自分の結核が治るなら娼婦を改心させてみせるという人夫についてのヴェリズモ・オペラで、1892年にローマで上演された時、煽情的な内容と激しい音楽が受け入れられず大失敗となり、地元ナポリでは町の恥だと観客が怒り、暴動騒ぎとなる。ジョルダーノは、次回作のオペラ《ディアス女王 Regina Diaz》（1894年）によって、もっとロマンティックな創作姿勢をとろうとしたが、これもまた失敗作となり、わずか2回の上演で舞台から消えてしまい、ソンゾーニョ社からの支援も打ち切りが決定、心機一転をはかるべく、ジョルダーノは同年のうちに活動の拠点をミラノに移す。
その後はヴェリズモ・オペラの第一人者であるマスカーニやソンゾーニョ社と契約していた貴族出身作曲家アルベルト・フランケッティの知遇を得、私生活でも結婚する（オルガ夫人はミラノ・グランドホテルのオーナーの娘）など、幸運な時期を迎える。フランケッティはソンゾーニョ社に掛け合って、ジョルダーノへの支援を再開させてくれ、更に、作曲面では良い台本に恵まれていなかったジョルダーノに、自分が作曲を依頼されていた台本の作曲権を無償譲渡してくれた。好転してきた環境でジョルダーノは譲渡された作品である、フランスの詩人アンドレ・シェニエの生涯に基づくオペラ《アンドレア・シェニエ Andrea Chénier》に取り組み、1896年初演。作曲家として初めての大成功をおさめる。現在に至るまで彼の代表作に挙げられるこの作品でジョルダーノは再び「ヴェリズモ」的な創作姿勢に立ち返った。本作の上演にあたってはマスカーニの支援もあったという。続く第5作目の《フェドーラ Fedora》（1898年）も成功し、今なお上演されている。その後の作品はヴェリズモ・オペラの影響から抜け出せず、第二次世界大戦後の1948年、過去の栄光の中で亡くなった。享年81歳。

## 作曲作品について
後年の作品はそれほど有名とはいえないが、時どき蘇演されることがある。《フェドーラ》以降の後半生での不振の要因として、《アンドレア・シェニエ》全曲盤の解説を執筆した音楽評論家高崎保男は「ジョルダーノの音楽の特徴として、転調、それもかなり遠隔な調性への大胆な転調が挙げられ、転調はマスカーニに比較しても頻繁で、その特徴が音楽的昂奮に繋がっていた。そうした激しい音楽によって劇場的昂奮を生み出す才能において、ジョルダーノは確かにプッチーニに匹敵するほどの作曲家だったが、その音楽によって語られるドラマの実質がそれに伴わない場合、音楽の刺戟と昂奮はいたずらに空転してしまい、かえって抑制と気品の欠如が露呈されることになる。『アンドレア・シェニエ』はそのドラマの激しさと巧みな作り方のお陰で、ジョルダーノの音楽の威力と魅力を十分に生かすことができた作品といってよい」という趣旨の分析を述べており、ヴェリズモ・オペラの影響から抜け出せなかったことの他、ジョルダーノの作曲手法・旋律様式等にも限界があったのではないかとの見方を示している。

## 主な作品
- マリーナ  Marina  (1890年)
- 堕落した生活  Mala vita  (1892年)
- ディアス女王  Regina Diaz  (1894年)
- アンドレア・シェニエ  Andrea Chénier  (1896年)
- 誓い  Il Voto  （1897年）：上記『堕落した生活』 Mala Vita  の改作
- フェドーラ  Fedora  (1898年)
- シベリア  Siberia  （1903年、改訂1927年）
- マルチェッラ  Marcella  （1907年）
- 聖母月  Mese mariano  （1910年）
- マダム・サン＝ジェーヌ（物怖じしない夫人）  Madame Sans-Gêne  （1915年）
- ポンペイのジュピター  Giove a Pompei  (1921年)
- 戯れ言の饗宴  La cena delle beffe  （1924年）
- 王  Il Re  （1929年）
- ニロの祭り  La festa del Nilo  （未完成）